# Mount Auburn (Illinois)
Mount Auburn es una villa ubicada en el condado de Christian en el estado estadounidense de Illinois. En el Censo de 2010 tenía una población de 480 habitantes y una densidad poblacional de 185,7 personas por km².

## Geografía
Mount Auburn se encuentra ubicada en las coordenadas 39°45′55″N 89°15′33″O / 39.76528, -89.25917. Según la Oficina del Censo de los Estados Unidos, Mount Auburn tiene una superficie total de 2.58 km², de la cual 2.58 km² corresponden a tierra firme y (0.1%) 0 km² es agua.

## Demografía
Según el censo de 2010, había 480 personas residiendo en Mount Auburn. La densidad de población era de 185,7 hab./km². De los 480 habitantes, Mount Auburn estaba compuesto por el 98.13% blancos, el 0.42% eran afroamericanos, el 0.42% eran amerindios, el 0% eran asiáticos, el 0% eran isleños del Pacífico, el 0.83% eran de otras razas y el 0.21% pertenecían a dos o más razas. Del total de la población el 0.83% eran hispanos o latinos de cualquier raza.